# Charlie Kirk
Charles J. Kirk (* 14. října 1993 Arlington Heights, Illinois) je americký konzervativní politický aktivista a internetová osobnost. V roce 2012 se proslavil založením neziskové organizace Turning Point USA, v jejímž čele od té doby působí a která pořádá diskuse na školách a univerzitních kampusech s cílem podpořit témata jako konzervativní hodnoty, volný trh a omezenou roli vlády. Je autorem 5 knih.

## Život
Kirk se narodil na chicagském předměstí Arlington Heights ve státě Illinois a vyrůstal v nedalekém Prospect Heights. Jeho matka je poradkyně v oblasti duševního zdraví a otec architekt. Kirk byl členem Boy Scouts of America. V mládí napsal pro Breitbart News esej, v níž tvrdil, že středoškolské učebnice jsou liberálně zaujaté, což vedlo k jeho vystoupení v pořadu Fox Business.
Jeho život ovlivnilo se setkání s Billem Montgomerym, který ho přesvědčil aby se politické kariéře věnoval naplno. Spolu s ním Kirk založil Turning Point USA a v roce 2012 získal pro organizaci významného finančního sponzora, republikánského dárce a podnikatele, Fostera Friesse.
Kirk krátce navštěvoval Harper College, ale studia zanechal, aniž by získal jakýkoli titul nebo certifikát. Tématu vysokého školství a univerzit se věnuje velmi často i ve svých debatách.

## Ocenění
Kirk byl v roce 2018 zařazen v žebříčku Forbes v kategorii 30 pod 30 v oblasti Právo & Politika.
V květnu 2019 mu byl udělen čestný doktorát v oblasti humanitních věd (Doctor of Humanities) na Liberty University.